# 托里比奧 (考卡省)
托里比奧是哥倫比亞的城鎮，位於該國西南部，由考卡省負責管轄，距離首府波帕揚123公里，始建於1600年1月3日，面積412平方公里，海拔高度1,800米，2005年人口26,512。

## 外部連結
- （西班牙文）Toribio official website